# كياثون أمبوني
كياثون أمبوني (الاسم العلمي: Cyathea amboinensis) هو نوع من النباتات يتبع جنس الكياثون من الفصيلة الكياثونية. سمي هذا النوع نسبةً إلى جزيرة أمبون في إندونيسيا.